# زينة هاشم بيك
زينة هاشم بيك هي شاعرة لبنانية لها خمس مجموعات شعرية وقصائد عديدة. حازت على جوائز عديدة وآخرها جائزة فريدريك بوك في عام 2017 عن قصيدتها «مقام».

## السيرة الذاتية
زينة هاشم بيك هي شاعرة وكاتبة لبنانية. حصلت على شهادة البكالوربوس والماجستير في اللغة الإنجليزية وآدابها من الجامعة الأمريكية في بيروت. لها أعمال وقصائد شعرية عديدة، كما أنها نالت العديد من الجوائز العالمية خلال السنوات الماضية منها جائزة باك ووترز في عام 2013 عن مجموعتها القصصية "أن تعيش في الخريف"، وجائزة راتل للقصص القصيرة عن مجموعتها القصصية "أغنية عربية" عام 2016 وجائزة "ماي سارتن نيو هامشير (May Satron New Hampshire) للشعر في العام نفسه. وعام 2017، فازت قصيدها "مقام" بجائزة فريدريك بوك في مجلة بويتري واختارت الشاعرة كارول آن دافي ديوانها الشعري "كان هناك، وما أكثر ماكان هناك!" ضمن مختارات سميث دور ستيب في عام 2016. وقد نُشرت قصائدها في العديد من الصحف العالمية والمجلات المختصصة بالشعر منها صحيفة نيونورك تايمز، ومجلة بلوشيرز (Ploughshares)، ومجلة وورلد ليتراتشر تودي (World Literature Today)، ومجلة بويتري (Poetry Magazine)، ومجلة ساوث-إيست ريفيو (The Southeast Review)، وأكادمية الشعراء الأمريكيين (Academy of American Poets)، وغيرهم من المجلات. وتعيش زينة حاليا في دبي وأسست مجموعة PUNCH.

## المؤلفاتها

### دواوينها الشعرية
- أن تعيش في الخريف، 2013
- أغنية عربية، 2016
- كان هناك، وما أكثر ما كان هناك، 2016
- أعلى من خفق القلوب، 2016

### قصائدها الشعرية
- «نحن الذين قررنا أن نعيش في فصل الخريف» (العنوان الأصلي: We Who Have Decided to Live In Autumn)، 2013[6]
- المقعد (العنوان الأصلي: Bench)، 2013[6]
- غزل: العودة للمنزل (العنوان الأصلي: Ghazal: Back Home)، 2015 [7]

- تفكيك الأحزان (العنوان الأصلي: Dismantling Grief)، 2015[8]

- أذان (العنوان الأصلي: Adhan)، 2015[9]

- ثلاث قصائد: جسد، هي تقصد ذلك، ليلى (العنوان الأصلي: Three poems: Body, She Means It, and Layla)، 2016[10]

- في يوم وليلة (العنوان الأصلي: Fi Yom Wi Leila(2016[11]
- مجنون (العنوان الأصلي: Majnun)، 2016[11]
- أذكر الحب، أذكر الله (العنوان الأصلي: Say Love – Say God)، 2016[12]

- كان هنالك ولكن كم كان هناك (العنوان الأصلي: There Was and How Much There Was)، 2016[13]

- ثلاثية الأصوات (العنوان الأصلي: Triptych: Voice)، 2017[14]

- مقام (العنوان الأصلي: Maqam)، 2017[15]

- هناك، هناك، الأحزان (العنوان الأصلي: There, There, Grieving)، 2018[16]

- كل يوم (العنوان الأصلي: Daily)، 2018[17]

- نبوة (العنوان الأصلي: prophecy)، 2018[17]
- الهرب (العنوان الأصلي: Escape)، 2018[18]

- ماذا تفعل العودة (العنوان الأصلي: What the Returning Do)، 2018 [19]

- غزل: الأيادي (العنوان الأصلي: Ghazal: Hands)[20]

- Dear White Critic, رفيقي في الرحيل [20]
- نشيد لبعد الظهر (العنوان الأصلي: Ode to the Afternoon)، 2019 [21]

- غزل: بالصلوات (العنوان الأصلي: Ghazal: With Prayer)، 2019[22]

- سوق (العنوان الأصلي: Souk)، 2019 [23]

- نشيد الانتظار  Ode to Babel، 2019[24]

- نشيد لخيبة الأمل  (العنوان الأصلي: Ode to Disappointment)، 2019[25]

- طيور النحام (العنوان الأصلي: Flamingos)، 2019 [26]

- قصيدة تبدأ وتنتهي بولادتي (العنوان الأصلي: Poem Beginning & Ending With My Birth)، 2020 [27]

## الجوائز
- حازت مجموعتها القصصية «أن تعيش في الخريف» على جائزة «باك ووترز» لعام 2013.[1]
- فازت أعمالها الشعرية بجائزة «أفضل ما على الإنترنت» وترحشت لجائزة "Pushcart".[1][4]
- حصلت مجموعتها القصصية «أغنية عربية» على جائزة راتل للقصص القصيرة عام 2016.[1][4]
- اختار الشاعرة كارول آن دافي مجموعتها القصصية «كان هناك، وما أكثر ماكان هناك!» ضمن مختارات سميث دور ستيب في عام 2016.[1][4]
- فازت مجموعتها القصصية «أعلى من خفق القلوب» على جائزة الشعر «ماي ساترون نيوهامبشير»  (May Sarton New Hampshire)في عام 2016.[1][4]
- نالت قصيدتها «مقام» على جائزة فريدريك بوك في عام 2017.[1][4]